# Maze Leber
Maze Leber (* 1968 in Frankfurt am Main; bürgerlich Mathias Leber) ist ein deutscher Pianist und Keyboarder, Professor für Keyboard und Bandcoach an der Popakademie Baden-Württemberg in Mannheim.

## Leben
Maze Leber wuchs als erstes von zwei Kindern in Kriftel auf. Im Anschluss an das Abitur studierte er am Dr. Hoch’schen Konservatorium in Frankfurt Klavier und Theorie. 1991 machte sich Maze Leber als Musiker selbstständig und unterrichtet seit 2003 an der Popakademie in Mannheim.

## Musikalischer Werdegang
Schon während der Schulzeit spielte Maze Leber in Bands, für die er auch eigene Songs und Arrangements schrieb. Nachdem er seine Ausbildung am Konservatorium in Frankfurt fortsetzte, trat er mit zahlreichen Jazz-, Blues-, Rock-, Pop- und Hip-Hop-Bands auf.
Sein erstes festes Engagement hatte er 1992 in der Darmstädter Aufführung des Pete Townshend Musicals Quadrophenia. In den folgenden Jahren erwarb sich Maze Leber eine Reputation als Keyboarder für Live- und Studio-Produktionen. Diese führte ihn auch mit dem Frankfurter Label 3P zusammen, für das er mit Künstlern wie Sabrina Setlur, Xavier Naidoo, Glashaus und Moses Pelham spielte.
Zu den Höhepunkten der Live-Performances gehörten mehrere Auftritte bei Rock am Ring/Rock im Park, den Hard Pop Days, unzählige weitere Festivals, sowie Tourneen und Auftritte mit Edo Zanki, Six Was Nine, Simon Collins, Cassandra Steen, Rödelheim Hartreim Projekt, Illmatic, Linda Carriere, Laith Al-Deen, Rebekka Bakken und anderen.
Viele seiner Auftritte wurden als Live-Mitschnitte oder TV-Aufzeichnungen veröffentlicht. Seine Arbeit als Studiomusiker umfasst zahlreiche Produktionen.

## Lehrtätigkeit
Maze Leber leitet das Keyboard Department im Bachelorstudiengang Popmusikdesign an der Popakademie Baden-Württemberg seit der Gründung 2003 und im Masterstudiengang Popular Music seit 2011. Für die Konzeption und das Curriculum ist er im Bachelor- und Masterstudiengang für die Bereiche Keyboard und Bandcoaching verantwortlich. In der Lehre ist er in den Bereichen Keyboard und Bandcoaching (seit 2003), sowie Producing (seit 2021) tätig. Seit 2015 unterrichtete er darüber hinaus die Jazz-Pianisten der Staatlichen Hochschule für Musik und Darstellende Kunst Mannheim im Nebenfach Keyboard.
Neben Instrumentalunterricht Klavier/Keyboard hat er als Bandcoach, Arrangeur, Sounddesigner und Produzent in vielen Seminaren, Workshops und Camps mitgewirkt. Darunter das International Band- und Business-Camp in Hammelburg, das PopCamp Meisterkurs des Deutschen Musikrates für Newcomer-Bands, das International Summercamp Mannheim, der Popforum-Bandpool sowie das Band-Camp des Columbia College Chicago.

## Autor
2015 publizierte Leber das Lehrbuch Modern Pop Piano beim Schott-Verlag. Leber wurde dafür mit dem Deutschen Musikeditionspreis „best edition“ (2016) ausgezeichnet.

## Installationen
2007 konzeptionierte Leber die Ausstellung „Projekt 15“, bei der er Bilder des Frankfurter Malers Peter Ostermeyer vertonte und in einem 15fachen Dolby-Surround-Klang als Installation präsentierte.

## Diskografie (Auszug)
- 1993 Tülay „Six Hours In Mauritius Blue“ (Marlboro Music)
- 1994 Ear Movement „Singles“ (Sony Music)
- 1998 Badesalz „Wie Mutter und Tochter“ (Sony Music)
- 1998 Kool Ade Acid Test „Kool Ade Acid Test“ (Hazelwood records)
- 1999 Rodgau Monotones „Adrenalin“ (Ultrax/eastwest)
- 1999 Xavier Naidoo „Live“ (3p)
- 2000 Edo Zanki „Die Ganze Zeit“ (Brother Records)
- 2000 Mardi Gras. BB „Supersmell“ (Universal Jazz)
- 2000 Laith Al-Deen „Kleine Helden“ (Sony Music)
- 2001 Kool Ade Acid Test „...On The Trail Of Dr Brain“ (Hazelwood records)
- 2002 Jerobeam „What's The Deal?!“ (Polydor)
- 2002 Rodgau Monotones „Silberhochzeit“ (Rockport)
- 2002 Glashaus „Live in Berlin“ (3p)
- 2003 Mardi Gras. BB „Heat“ (Universal Jazz)
- 2002 Sabrina Setlur „Liebe“ (3p)
- 2003 The Broken Beats „The Weather Beats The Rhythm“ (Hazelwood Music)
- 2003 Xavier Naidoo „Live - Alles Gute Vor Uns“ (Naidoo Records)
- 2003 Kool Ade Acid Test „Geraldine Penny“ (Hazelwood Records)
- 2004 Vera „Welcome To My Record Bag“ (Universal Music)
- 2005 Rilke Projekt „Zwischen Tag und Traum“ (Sony/BMG)
- 2006 Xavier Naidoo „Bist Du am Leben interessiert (Remix)“ (Naidoo Records)
- 2006 Xavier Naidoo „Zeilen aus Gold (Remix)“ (Naidoo Records)
- 2008 Robert Carl Blank „Soul Circus“ (Analoghaus)
- 2008 Edo Zanke „Alles was zählt“ (Brother Records)
- 2008 Xavier Naidoo „MTV-Unplugged“ (Naidoo Records)
- 2009 Edo Zanki „Live“ (Brother Records)
- 2010 Xavier Naidoo „Alles kann besser werden - live“ DVD/CD (Naidoo Records)
- 2010 Xavier Naidoo „Bitte hör nicht auf zu träumen“ Single-CD (Naidoo Records)
- 2010 Max Mutzke „Home Work Soul“ (Warner Music Group Germany)
- 2011 Edo Zanki „Zu viele Engel“ (Universal Polydor)
- 2012 Wolfgang Abendschön „Reisende ohne Gepäck“ (AS-Produktion & Zwischentöne)
- 2013 Edo Zanki „93-03“ (Brother Records)
- 2013 Edo Zanki „Hautnah“ (Brother Records)
- 2015 Edo Zanki „Body & Soul“ (Brother Records)
- 2017 Anika Nilles Pikalar (Sakurai Records)
- 2017 Edo Zanki/Hope „Playing For Hope“ (Brother Records)
- 2017 Rilke Projekt „Live in der Alten Oper Frankfurt“ (Sony Music)
- 2020 Moses Pelham „Live in Frankfurt 2“ DVD & CD (3P/Sony)
- 2020 Moses Pelham „Emuna“ (3P/Sony)
- 2020 Moses Pelham „Weiße Fahne“ (3P/RCA)
- 2020 Moses Pelham „Juli“ (3P/RCA)
- 2021 Moses Pelham „Nostalgie Tape“ (3P/Sony)